# Татархан Бекмурзин
Татархан Бекмурзин (? — 1737) — князь-валий Кабарды (1732—1737). Старший из сыновей князя Бекмурзы Джамбулатова, родоначальника кабардинского княжеского рода Бекмурзиных (в русской историографии Бековичи-Черкасские). Младшие братья — князья Александр и Эльмурза Бековичи-Черкасские. Другой младший брат — Батоко Бекмурзин — князь-валий Кабарды (1746—1749).

## Биография
С первых десятилетий XVIII века князья Бекмурзины начинают играть в политической жизни Кабарды и всего Северного Кавказа заметную роль. Татархан Бекмурзин принимал участие в кубанском походе кабардинцев 1711 года, в ходе которого был разбит пятнадцатитысячный крымский корпус. Принадлежал к числу тех кабардинских князей, которые ориентировались во внешней политике на Россию.
В 1722 году Татархан Бекмурзин способствовал выезду в Россию на службу своего младшего брата князя Эльмурзы, в будущем генерал-майора. В начале 1732 года после смерти Исламбека Мисостова он был избран старшим князем — валием Кабарды.
В 1736 году, с началом новой русско-турецкой войны, по его инициативе формируется 2-тысячная кабардинская конница для участия в войне на стороне России. Это ослабило влияние Крыма на Кабарду и укрепило позиции России на Центральном Кавказе. В 1737 году его двоюродный брат Асланбек Кайтукин организовал против него заговор, вступив в союз с князьями враждебной партии (Атажукины (Хатокшоко), Мисостовы). Бекмурзин бежал с братьями в Астрахань. При посредничестве российских властей, которые высоко ценили его верность, старший князь — валий Кабарды с братьями вернулся в Кабарду и помирился с Асланбеком Кайтукиным.
Сыновья: Коргоко-бек, Джанхот-бек и Мисост-бек
Внук Татархана Бекмурзина — Кучук Джанхотов (1758—1830) — последний князь-валий Кабарды (1809—1822).